# La Chapelle-Geneste
La Chapelle-Geneste – miejscowość i gmina we Francji, w regionie Owernia-Rodan-Alpy, w departamencie Górna Loara.
Według danych na rok 1990 gminę zamieszkiwało 139 osób, a gęstość zaludnienia wynosiła 8 osób/km² (wśród 1310 gmin Owernii La Chapelle-Geneste plasuje się na 707. miejscu pod względem liczby ludności, natomiast pod względem powierzchni na miejscu 542.).